# 謝朝宣
謝朝宣（1464年—？），字汝為，號我舫，又號龍渠，陝西西安左衛籍直隸臨淮縣人，明朝政治人物。

## 生平
成化二十二年（1486年）陝西鄉試第三名舉人。弘治六年（1493年）中式癸丑科二甲第二名進士。初授試监察御史，七年十二月實授四川道御史，十二年巡按云南，次年丁忧归。十五年七月服阕，復除山西道御史，十七年巡按山西。正德元年（1506年）三月升浙江按察司副使，因得罪权宦谪为黄州府同知，四年冬十月升浙江按察司佥事，五年九月升四川副使，七年七月升本省按察使，九年正月考察，以不謹冠帶閑住。著有《无逸赋》一巻、《龙渠文稿》八巻、《险赋》一巻、《诗话》一巻。

## 家族
曾祖謝海；祖父謝德；父謝恩，洛陽縣學教諭。母馬氏。具庆下。弟朝宠、朝政、朝绅、朝輔。